# RMS Carpathia
RMS Carpathia var et transatlantisk dampskib ejet af rederiet Cunard Line og bygget af Swan Hunter & Wigham Richardsong. Carpathia påbegyndte sin jomfrurejse i 1903 og er kendt for at være det første skib fremme på stedet, hvor Titanic sank og dermed kunne opsamle de overlevende, der befandt sig i redningsbådene. Carpathia sank selv i Atlanterhavet under 1. Verdenskrig, da hun blev blev ramt af en tysk ubåd d. 17. juli 1918.

## Tekniske data
Carpathia var ikke ret stort i forhold til Titanic eller sine søsterskibe, da skibet kun havde en bruttoregistervægt på 13.564 tons.
Carpathia var 170,1 meter lang og 19,6 meter bred, og skibet havde to skruer, som blev drevet af hver sin 4-gangs-dampmaskine og de ydede tilsammen 9.000 hestekræfter, hvilket gav Carpathia en servicefart på 14,5 knob.
Skibet havde plads til 204 passagerer på 1. klasse og 1.500 på 3. klasse.

## Vigtige datoer
- 6. august 1902: Carpathia blev søsat.
- 22. august 1903: Der afholdes prøvesejlads.
- 5. maj 1904: Jomfrurejse fra Liverpool til Boston. Herefter bruges skibet på forskellige ruter imellem Trieste og New York, Liverpool og New York.
- 15. april 1912: Carpathia modtager nødsignalet fra Titanic og sætter kursen mod den position, som Titanic har opgivet. Kaptajnen presser skibet til det yderste, og det skyder 17 knob. Carpathia ankommer til den første redningsbåd, redningsbåd nr. 4, kl. 4.10. De efterfølgende timer samler det 712 overlevende passagerer op fra Titanic. Den første overlevende der kom ombord var en amerikansk kvinde, på 22 år. Hun hed Elisabeth Allen.
- 17. juli 1918: På en rejse fra Liverpool til USA bliver Carpathia angrebet af den tyske ubåd U55, som sender tre torpedoer mod skibet, som synker 170 sømil udfor Bishop´s Rock. Fem overlevede ikke dette angreb.